# Туз (карта)

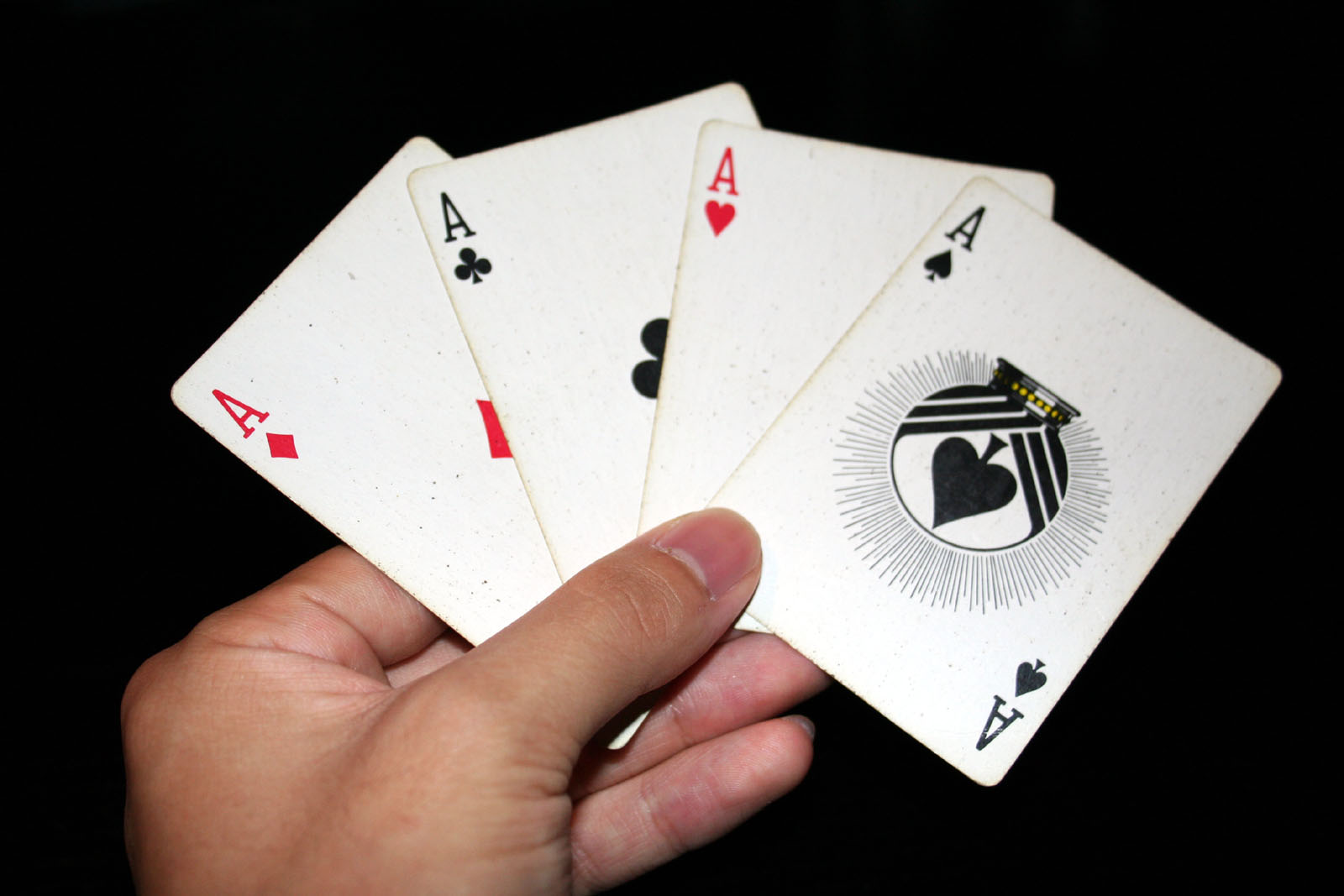
Карткові тузи

Туз (від  нім. Tûs, Daus через пол. tuz — двійка) — історично, гральна карта вагою в два очки, згодом — синонім до ас — одне очко.
У більшості сучасних карткових ігор — найстарша карта. Ця традиція існує з часів Французької революції, коли карта, що мала вагу в одне очко, била короля, що символізувало перемогу простого народу над монархією[джерело?]. У покері або блекджек гравець може обирати, чи грає туз як карта найстаршої або наймолодшої ваги.

## Історія
Німецьке слово «туз» (Tûs, Daus) відоме з XII ст. на позначення двох очок на гральній кості. З появою гральних карт в німецькомовних регіонах ця назва стала застосовуватись і до двохочкової карти. У 1377 році домініканський монах Іоанн з Райнфельдена написав найдавніший опис гральних карт у Європі. Він описав найпоширенішу колоду, яка складається з чотирьох мастей, кожна з яких має 13 рангів, причому три верхні зображують короля, вишника, який тримає символ своєї масті вгорі, і нижника, який тримає його внизу. Аси (одиниці), мабуть, зникли дуже рано, оскільки не знайдено колод швейцарського чи німецького зразка, які б їх містили. Колоду з 48 карт зручніше розділити, ніж колоду з 52 картами — як у виробництві, так і у грі. Таким чином тузи стали найменшим рангом.
Коли ас французької та італійської колод став старшою картою в багатьох іграх, те саме сталося з тузом німецької колоди .
Протягом XVIII ст. німецька колода була скорочена до 36 (іноді до 32) карт. Таким чином туз опинився поза числовим порядком карт, як особливий ранг.
Карти німецьких мастей поширилися по всій Центральній Європі на території, які колись були під контролем Німеччини чи Австрії: Угорщина, Словенія, Словаччина, Чехія, Хорватія, частково: Румунія, Сербія, Словаччина, Україна, Польща.
Зараз навіть до асів з 52 чи 56-карткової колоди французького взірця застосовують назву «туз», що увійшла в українську традицію, незважаючи на те, що в цих колодах є справжні двійки.

## Позначення
У різних країнах карткові фігури набули різних назв. Зокрема, тузи в карткових колодах, випущених в різних країнах, позначаються різними буквами:
- Україна, Білорусь, Росія — «T» (від укр., біл. і рос. туз)
- Велика Британія, США, англомовні країни, Німеччина та багато інших — «A» (від англ. ace, нім. As, фр. і ісп. as тощо)
- Франція, (Іспанія?) — «1»